# Окружні військові команди
Окружні військові команди — військові установи запілля Західноукраїнської Народної Республіки.
Підпорядковувалися Державному Секретаріату Військових Справ. Вели облік військовозобов'язаних, провадили їх вишкіл, мобілізацію та формували похідні групи — курені й сотні.
Окружні військові команди також охороняли державне й військове майно, оберігали громадський спокій, боролися зі шпигунством. Кожна Окружна військова команда охоплювали 4-5 повітів ЗУНР. Всього було утворено 13 окружних команд, у тому числі: Тернопільська, Бережанська, Чортківська Окружні військові команди проіснували до червня 1919.